# Solomon Northup

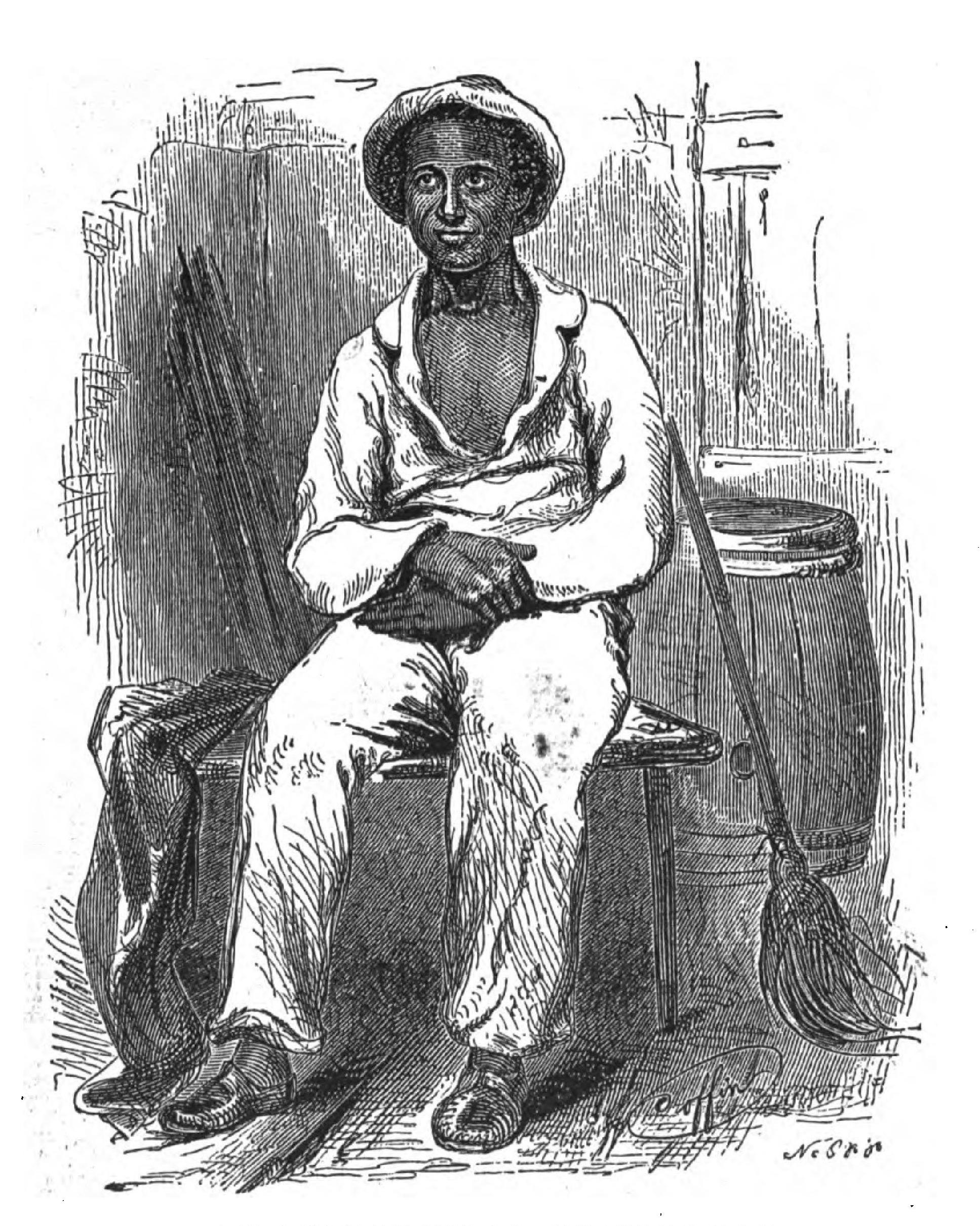
Solomon Northup på omslaget till sina memoarer.

Solomon Northup, född 10 juli 1807 eller 1808 i Minerva i New York, död cirka 1863, var en amerikansk abolitionist och författare till memoarerna Twelve Years a Slave. 
1841 blev Northup erbjuden ett jobb som en resande musiker och åkte till Washington, där han blev drogad, kidnappad och såld som slav. Han fraktades med fartyg tillsammans med andra slavar till New Orleans, där han köptes av en plantageägare och hölls som slav i tolv år i Red River, Louisiana. Han fick till slut hjälp av guvernören i New York Washington Hunt att bli fri och återfick sin frihet den 3 januari 1853. Männen som hade kidnappat Northup arresterades men dömdes aldrig för brott under sina respektive rättegångar.
Under sitt första år i frihet skrev och publicerade Northup memoarerna Twelve Years a Slave. Han höll även föredrag om abolitionism. Hans liv har skildrats i långfilmen 12 Years a Slave, där han porträtterades av Chiwetel Ejiofor.